# 235-я истребительная авиационная дивизия
235-я истребительная авиационная Сталинградская Краснознамённая дивизия (235-я иад) — соединение Военно-Воздушных сил (ВВС) Вооружённых Сил РККА, принимавшее участие в боевых действиях Великой Отечественной войны.

## Наименования дивизии
- ВВС 33-й армии;
- 235-я истребительная авиационная дивизия;
- 235-я истребительная авиационная Сталинградская дивизия;
- 235-я истребительная авиационная Сталинградская Краснознамённая дивизия;
- 15-я гвардейская истребительная авиационная Сталинградская Краснознамённая дивизия;
- 15-я гвардейская истребительная авиационная Сталинградская Краснознамённая ордена Богдана Хмельницкого дивизия;
- 15-я гвардейская истребительная авиационная Сталинградская Краснознамённая ордена Богдана Хмельницкого дивизия ПВО (с июня 1949 года);
- Войсковая часть (Полевая почта) 10317.

## Создание дивизии
235-я истребительная авиационная дивизия сформирована 24 мая 1942 года на базе ВВС 33-й армии Приказом НКО СССР

## Переименование дивизии
Приказом НКО СССР 19 августа 1944 года за образцовое выполнение заданий командования и проявленные при этом мужество и героизм 235-я Сталинградская Краснознамённая истребительная авиационная дивизия переименована в 15-ю гвардейскую Сталинградскую Краснознамённую истребительную авиационную дивизию.

## В действующей армии
В составе действующей армии:
- с 24 мая 1942 года по 24 августа 1942 года, всего 93 дня
- с 20 октября 1942 года по 04 марта 1943 года, всего 136 дней
- с 01 июня 1943 года по 19 августа 1944 года, всего 446 дней
- с 19 августа 1944 года по 11 мая 1945 года (как 15-я гв. иад), всего 266 дней,

всего — 941 день

## Командир дивизии
- полковник Подгорный Иван Дмитриевич[4]. Период нахождения в должности: с 23 мая 1942 года по 12 февраля 1943 года
- подполковник Курочкин Алексей Иннокентьевич[5]. Период нахождения в должности (исполнял обязанности): с 13 февраля 1943 года по 9 марта 1943 года
- подполковник Чолок Николай Дмитриевич[6]. Период нахождения в должности (исполнял обязанности): с 10 марта 1943 года по 28 апреля 1943 года
- Герой Советского Союза генерал-майор авиации Лакеев Иван Алексеевич[7]. Период нахождения в должности: с 10 марта 1943 года по 19 августа 1944 года

## В составе объединений
| Дата            | Фронт (округ)                        | Армия                                | Корпус                                 | Примечания |
| --------------- | ------------------------------------ | ------------------------------------ | -------------------------------------- | ---------- |
| 24.05.1942 года | Западный фронт                       | 1-я воздушная армия                  |                                        | -          |
| 13.06.1942 года | Юго-Западный фронт                   | 8-я воздушная армия                  |                                        | -          |
| 12.07.1942 года | Сталинградский фронт                 | 8-я воздушная армия                  |                                        | -          |
| 24.08.1942 года | Резерв Верховного Главнокомандования | 2-я истребительная авиационная армия |                                        | -          |
| 10.09.1942 года | Резерв Верховного Главнокомандования |                                      | 1-й истребительный авиационный корпус  | -          |
| 20.10.1942 года | Резерв Верховного Главнокомандования |                                      | 1-й истребительный авиационный корпус  | -          |
| 01.11.1942 года | Резерв Верховного Главнокомандования |                                      |                                        | -          |
| 01.12.1942 года | Южный фронт                          | 8-я воздушная армия                  | 2-й смешанный авиационный корпус       | -          |
| 04.03.1943 года | Юго-Западный фронт                   | 17-я воздушная армия                 | 7-й смешанный авиационный корпус       | -          |
| 01.05.1943 года | Резерв Верховного Главнокомандования |                                      | 7-й смешанный авиационный корпус       | -          |
| 01.06.1943 года | Северо-Кавказский фронт              | 4-я воздушная армия                  | 2-й смешанный авиационный корпус       | -          |
| 18.07.1943 года | Воронежский фронт                    | 2-я воздушная армия                  | 2-й смешанный авиационный корпус       | -          |
| 21.07.1943 года | Воронежский фронт                    | 2-я воздушная армия                  | 10-й истребительный авиационный корпус | -          |
| 20.10.1943 года | 1-й Украинский фронт                 | 2-я воздушная армия                  | 10-й истребительный авиационный корпус | -          |
| 05.08.1944 года | 4-й Украинский фронт                 | 8-я воздушная армия                  | 10-й истребительный авиационный корпус | -          |
| 19.08.1944 года | 4-й Украинский фронт                 | 8-я воздушная армия                  | 10-й истребительный авиационный корпус | -          |

## Части и отдельные подразделения дивизии
За весь период своего существования боевой состав дивизии претерпевал изменения, в различное время в её состав входили полки:
| Период                  | Наименование                                    |
| ----------------------- | ----------------------------------------------- |
| 23.09.1942 — 19.08.1944 | 3-й гвардейский истребительный авиационный полк |
| 23.09.1942 — 19.08.1944 | 239-й истребительный авиационный полк           |
| 23.09.1942 — 19.08.1944 | 181-й истребительный авиационный полк           |
| 17.06.1942 — 24.08.1942 | 13-й истребительный авиационный полк            |
| 12.07.1942 — 26.08.1942 | 156-й истребительный авиационный полк           |
| 24.05.1942 — 28.07.1942 | 46-й истребительный авиационный полк            |
| 25.05.1942 — 18.07.1942 | 191-й истребительный авиационный полк           |
| 01.06.1942 — 23.08.1942 | 436-й истребительный авиационный полк           |
| 12.06.1942 — 20.07.1942 | 180-й истребительный авиационный полк           |

## Участие в операциях и битвах
- Воронежско-Ворошиловградская операция — с 28 июня 1942 года по 24 июля 1942 года.
- Сталинградская оборонительная операция — с 20 октября 1942 года по 18 ноября 1942 года.
- Сталинградская наступательная операция с 19 ноября 1942 года по 2 февраля 1943 года
- Ростовская операция — с 1 января 1943 года по 18 февраля 1943 года.
- Ворошиловградская операция — с 29 января 1943 года по 18 февраля 1943 года.
- Воздушное сражение на Кубани — с 17 апреля 1943 года по 7 июня 1943 года.
- Курская битва — с 5 июля 1943 года по 13 июля 1943 года.
- Изюм-Барвенковская наступательная операция — с 21 июля 1943 года по 27 июля 1943 года.
- Белгородско-Харьковская операция — с 3 августа 1943 года по 23 августа 1943 года.
- Донбасская операция — с 13 августа 1943 года по 22 сентября 1943 года.
- Днепровская воздушно-десантная операция — с 23 сентября 1943 года по 13 ноября 1943 года.
- Запорожская операция — с 10 октября 1943 года по 14 октября 1943 года.
- Киевская наступательная операция[6] — с 3 ноября 1943 года по 22 декабря 1943 года.
- Житомирско-Бердичевская операция[6] - с 24 декабря 1943 года по 14 января 1944 года
- Корсунь-Шевченковская операция[6] — с 24 января 1944 года по 17 февраля 1944 года.
- Никопольско-Криворожская наступательная операция — с 30 января 1944 года по 29 февраля 1944 года.
- Проскуровско-Черновицкая наступательная операция[6] — с 4 марта 1944 года по 17 апреля 1944 года.
- Одесская операция — с 26 марта 1944 года по 14 апреля 1944 года.
- Львовско-Сандомирская операция[6] — с 13 июля 1944 года по 19 августа 1944 года.

## Переименование в гвардейские части
- 235-я Сталинградская Краснознамённая истребительная авиационная дивизия 19 августа 1944 года переименована в 15-ю гвардейскую Сталинградскую Краснознамённую истребительную авиационную дивизию[9]
- 13-й Сталинградский истребительный авиационный полк 24 августа 1943 года переименован в 111-й гвардейский Сталинградский истребительный авиационный полк[10]
- 181-й Сталинградский истребительный авиационный полк 19 августа 1944 года переименован в 180-й гвардейский Сталинградский истребительный авиационный полк[9]
- 239-й Сталинградский истребительный авиационный полк 19 августа 1944 года переименован в 181-й гвардейский Сталинградский истребительный авиационный полк[9]
- 437-й истребительный авиационный полк 24 августа 1943 года переименован в 113-й гвардейский истребительный авиационный полк[10]

## Награды
235-я Сталинградская истребительная авиационная дивизия Указом Президиума Верховного Совета СССР от 6 ноября 1943 года награждена орденом «Боевого Красного Знамени»
235-я Сталинградская истребительная авиационная дивизия Указом Президиума Верховного Совета СССР от 9 августа 1944 года за образцовое выполнение заданий командования в боях с немецкими захватчиками при прорыве обороны немцев на Львовском направлении, проявленные при этом доблесть и мужество награждена Орденом Богдана Хмельницкого II степени..

## Почётные наименования
- 235-й истребительной авиационной дивизии приказом присвоено почётное наименование «Сталинградская»[12]
- 3-му гвардейскому истребительному авиационному полку присвоено почётное наименование «Ростов-Донской»[12]
- 13-му истребительному авиационному полку присвоено почётное наименование «Сталинградский»[12]
- 181-му истребительному авиационному полку присвоено почётное наименование «Сталинградский»[12]
- 239-му истребительному авиационному полку присвоено почётное наименование «Сталинградский»[12]

## Благодарности Верховного Главнокомандующего
Верховным Главнокомандующим дивизии объявлены благодарности:
- За овладение столицей Украины городом Киев[13]
- За овладение городом овладение городом Проскуров[14]
- За овладение городом овладение городом Черновицы[15]

## Герои Советского Союза
- Базанов Пётр Васильевич, капитан, заместитель командира эскадрильи 3-го гвардейского истребительного авиационного полка 235-й истребительной авиационной дивизии 10-го истребительного авиационного корпуса 2-й воздушной армии 26 октября 1944 года удостоен звания Герой Советского Союза. Золотая Звезда № 5286
- Басулин Евгений Дмитриевич, капитан, командир эскадрильи 239-го истребительного авиационного полка 235-й истребительной авиационной дивизии 10-го истребительного авиационного корпуса 2-й воздушной армии 28 сентября 1943 года удостоен звания Герой Советского Союза. Золотая Звезда № 1210
- Блохин Иван Иванович, майор, штурман 239-го истребительного авиационного полка 235-й истребительной авиационной дивизии 10-го истребительного авиационного корпуса 2-й воздушной армии 28 сентября 1943 года удостоен звания Герой Советского Союза. Золотая Звезда № 1691
- Дудниченко Виктор Маркович, старший лейтенант, заместитель командира эскадрильи 239-го истребительного авиационного полка 235-й истребительной авиационной дивизии 10-го истребительного авиационного корпуса 2-й воздушной армии 1 июля 1944 года удостоен звания Герой Советского Союза. Золотая Звезда № 2382
- Кузьмин Георгий Павлович, капитан, командир эскадрильи 239-го истребительного авиационного полка 235-й истребительной авиационной дивизии 2-го смешанного авиационного корпуса 8-й воздушной армии Указом Президиума Верховного Совета СССР 28 апреля 1943 года удостоен звания Герой Советского Союза. Золотая Звезда № 931
- Лавроненко Иван Васильевич, старший лейтенант, заместитель командира эскадрильи 239-го истребительного авиационного полка 235-й истребительной авиационной дивизии 10-го истребительного авиационного корпуса 2-й воздушной армии 26 октября 1944 года удостоен звания Герой Советского Союза. Посмертно
- Мудров Михаил Иванович, капитан, командир эскадрильи 3-го гвардейского истребительного авиационного полка 235-й истребительной авиационной дивизии 10-го истребительного авиационного корпуса 2-й воздушной армии 10 апреля 1995 года удостоен звания Герой Российской Федерации. Золотая Звезда Героя России № 142. Посмертно
- Мурашев Алексей Андрианович, капитан, командир эскадрильи 3-го гвардейского истребительного авиационного полка 235-й истребительной авиационной дивизии 10-го истребительного авиационного корпуса 2-й воздушной армии 28 сентября 1943 года удостоен звания Герой Советского Союза. Золотая Звезда № 1242
- Прокопенко Георгий Николаевич, гвардии подполковник, командир 3-го гвардейского истребительного авиационного полка 235-й истребительной авиационной дивизии 10-го истребительного авиационного корпуса 2-й воздушной армии 8 сентября 1943 года удостоен звания Герой Советского Союза. Золотая Звезда № 1696